# Актюбинський сільський округ (Жуалинський район)
Актю́бинський сільський округ (каз. Ақтөбе ауылдық округі, рос. Актюбинский сельский округ) — адміністративна одиниця у складі Жуалинського району Жамбильської області Казахстану. Адміністративний центр — село Байтерек.
Населення — 2682 особи (2021; 2693 у 2009, 2949 у 1999, 2634 у 1989).
Станом на 1989 рік існувала Актобинська сільська рада (села Жанаталап, Мар'яновка, Новопокровка, Октябрське, Теріс-Ащибулак, селища Куркуреусу, Сурум). 2002 року з частин Актюбинського сільського округу (села Актобе, Терсащибулак, селище Сурум) та Бурнооктябрського сільського округу було утворено окремий Кизиларицький сільський округ.

## Склад
До складу округу входять такі населені пункти:
| Населений пункт              | Старі назви | Населення, осіб (1989) | Населення, осіб (1999) | Населення, осіб (2009) | Населення, осіб (2021) |
| ---------------------------- | ----------- | ---------------------- | ---------------------- | ---------------------- | ---------------------- |
| Байтерек, село               | Октябрське  | 1736                   | 1945                   | 1484                   | 1713                   |
| Жанаталап, село              | -           | 697                    | 787                    | 990                    | 778                    |
| Актоган, село                | Мар'яновка  | 86                     | 90                     | 97                     | 91                     |
| Куркуреусу, станційне селище | -           | 115                    | 127                    | 122                    | 100                    |